# Tour della nazionale maschile di rugby a 15 del Sudafrica 1992
Nel 1992, la nazionale sudafricana di rugby union si reca in tour nelle isole britanniche.
La fine dell'apartheid ha sancito anche la fine dell'isolamento sportivo, ed il rugby, sport "bianco" per eccellenza nel paese africano, riapre i contatti.

## Risultati

### Itest match
| Arbitro: | Brian Kinsey |

|            |      |                 |
| Penaud (2) | mt   | Gerber J. Small |
| Viars      | tr   | Botha (2)       |
| Viars      | c.p. | Botha           |
|            | drop | Botha           |

| Arbitro: | Brian Kinsey |

|               |      |           |
| Penaud Roumat | mt   | Gerber    |
| Lacroix (2)   | tr   | Botha     |
| Lacroix (5)   | c.p. | Botha (2) |
|               | drop | Botha     |

| Arbitro: | Stephen Hilditch |

|                                     |      |           |
| T. Underwood Carling Guscott Morris | mt   | Strauss   |
| Webb                                | tr   | Botha     |
| Webb (3)                            | c.p. | Botha (2) |
|                                     | drop | Botha     |

### Gli altri incontri
| Bordeaux 3 ottobre 1992 | Francia XV | 24 – 17 referto | Sudafrica XV | Parc Lescure |

| Pau 7 ottobre 1992 | Comitato Aquitania | 22 – 29 referto | Sudafrica XV | Stade du Hameau |

| Tolosa 10 ottobre 1992 | Comitato Pirenei | 15 – 18 referto | Sudafrica XV | Stadium municipal |

| Marsiglia 13 ottobre 1992 | Comitato Provenza-Costa Azzurra | 12 – 41 referto | Sudafrica XV | Vélodrome |

| Béziers 20 ottobre 1992 | Comitato Linguadoca | 15 – 36 referto | Sudafrica XV | Stade de la Méditerranée |

| Tours 28 ottobre 1992 | Francia Universitari | 13 – 18 | Sudafrica XV | Stade Tonnellé |

| Villeneuve-d'Ascq 31 ottobre 1992 | Barbarian francesi | 25 – 20 referto | Sudafrica XV | Stadium Nord |

| Leicester 4 novembre 1992 | Midland Division | 9 – 32 referto | Sudafrica XV | Welford Road |

| Bristol 7 novembre 1992 | Inghilterra B | 16 – 20 referto | Sudafrica XV | Memorial Ground |

| Leeds 10 novembre 1992 | North of England | 27 – 17 referto | Sudafrica XV | Elland Road |